# Adrián Marín (meksykański piłkarz)
Adrián Marín Lugo (ur. 13 maja 1994 w Monterrey) – meksykański piłkarz występujący na pozycji napastnika, obecnie zawodnik Chiapas.

## Kariera klubowa
Marín rozpoczynał swoją karierę piłkarską w czwartoligowym zespole FC Excélsior, w barwach którego z powodzeniem występował przez dwa lata w rozgrywkach Tercera División. Jego udane występy zaowocowały przenosinami do akademii juniorskiej występującego w najwyższej klasie rozgrywkowej klubu San Luis FC z miasta San Luis Potosí. Tam również był czołowym strzelcem ekipy – w jesiennym sezonie Apertura 2011 został królem strzelców ligi meksykańskiej do lat siedemnastu (szesnaście goli), dzięki czemu został włączony do pierwszej drużyny przez szkoleniowca René Isidoro Garcíę. W meksykańskiej Primera División zadebiutował w wieku szesnastu lat, 20 stycznia 2012 w przegranym 0:2 spotkaniu z Morelią. Nie potrafił sobie jednak wywalczyć miejsca w wyjściowym składzie i pełnił wyłącznie rolę rezerwowego, a po rozgrywkach 2012/2013 klub San Luis został rozwiązany.
Latem 2013 Marín wraz z resztą kolegów klubowych przeniósł się do zespołu Chiapas FC z siedzibą w Tuxtla Gutiérrez, któremu San Luis sprzedał swoją licencję. Równocześnie został jednak wypożyczony do drugoligowego Lobos BUAP z miasta Puebla, gdzie spędził rok jako podstawowy gracz i najlepszy strzelec ekipy. Po powrocie do Chiapas, 25 października 2014 w wygranej 2:1 konfrontacji z Veracruz, strzelił swojego premierowego gola w pierwszej lidze, lecz wciąż był głównie alternatywnym zawodnikiem. W lipcu 2015 udał się na półroczne wypożyczenie do krajowego giganta – zespołu Club América ze stołecznego miasta Meksyk, gdzie tylko dwukrotnie pojawił się na ligowych boiskach, nie potrafiąc wygrać rywalizacji o miejsce w ataku z Oribe Peraltą, Carlosem Darwinem Quintero czy Darío Benedetto.
| Sezon     | Klub         | Kraj   | Rozgrywki        | Mecze | Bramki |
| --------- | ------------ | ------ | ---------------- | ----- | ------ |
| 2009/2010 | FC Excélsior | Meksyk | Tercera División | 15    | 2      |
| 2010/2011 | FC Excélsior | Meksyk | Tercera División | 29    | 15     |
| 2011/2012 | San Luis FC  | Meksyk | Liga MX          | 3     | 0      |
| 2012/2013 | San Luis FC  | Meksyk | Liga MX          | 3     | 0      |
| 2013/2014 | Lobos BUAP   | Meksyk | Ascenso MX       | 20    | 7      |
| 2014/2015 | Chiapas FC   | Meksyk | Liga MX          | 7     | 1      |
| 2015/2016 | Club América | Meksyk | Liga MX          | 2     | 0      |
| 2015/2016 | Chiapas FC   | Meksyk | Liga MX          | 9     | 0      |
| 2016/2017 | Chiapas FC   | Meksyk | Liga MX          |       |        |